# The Perishers (bande dessinée)
Pour les articles homonymes, voir The Perishers.

The Perishers est une série de bande dessinée humoristique britannique créée par l'éditeur britannique Bill Herbert et le dessinateur Dennis Collins. Publiée sous forme de comic strippar le quotidien Daily Mirror du 19 octobre 1959, elle a fait l'objet d'histoires originale jusqu'au 10 juin 2006, quelques mois après la mort de Maurice Dodd, qui en avait repris le scénario au début des années 1960. Dodd a le dessin de la série après le départ de Collins en 1983, se faisant assister pour l'encrage et les décors par Bill Mevin à partir de 1992.
Les « Perishers » sont un groupe d'enfants qui vivent diverses aventures dans la ville fictionnelle de Croynge, mot-valise formé d'après les quartiers londoniens de Croydon et Penge. 
Adaptée pour la télévision en 1979, la série a fait l'objet de très nombreux recueils depuis 1963. Elle est rééditée depuis 2010 dans le Daily Mirror.